# Marcos Siega
Marcos Siega (New York, 8 juni 1969) is een film-, televisie- en videoclipregisseur. Hij heeft ook gewerkt als televisieproducent en muzikant.
Aan het eind van jaren tachtig van de twintigste eeuw hielp Siega de punkbank Bad Trip. Toen hij begon met het regisseren van muziekvideo's merkten vele bands en muzikanten op dat de rockachtergrond van Siega handig was voor het produceren van muziekvideo's. Hij heeft samengewerkt met bands als Weezer, System of a Down, P.O.D., Papa Roach, Blink-182 en The All-American Rejects. Zijn muziekvideo van Blink-182's muziekhit "All the Small Things" zorgde ervoor dat hij driemaal genomineerd werd voor een MTV Video Music Award. Ook werd hij genomineerd voor een Grammy Award voor de muziekvideo "Broken Home" van Papa Roach. 
In de jaren hierna was hij producent van films en televisieseries als Dexter, True Blood, Cold Case en Veronica Mars. Verder regisseerde hij de eerste aflevering van The Vampire Diaries en was hij een van de uitvoerende producenten van deze serie. Seiga is ook regisseur en uitvoerend producent van de serie The Following. De film Pretty Persuasion uit 2005 geregisseerd door Siega, werd genomineerd voor de Grand Jury Prize van het Sundance Film Festival en ook de Duitse onafhankelijkheidsprijs op het Internationaal filmfestival van Oldenburg.
Marcos Siega trouwde met Lisa Goldsmith in 2001. Ze hebben drie kinderen en wonen in New York.

## Filmografie
- Pretty Persuasion (2005)

### Televisie
- Veronica Mars (2004) – drie afleveringen
- Cold Case (2005) – meerdere afleveringen
- Eyes (2005)
- Life (2007)
- Shark (2007) – meerdere afleveringen
- Traveler (2007)
- True Blood – aflevering 7 (2008)
- Dexter (2008) – meerdere afleveringen
- October Road (2008)
- The Vampire Diaries (2009) – meerdere afleveringen
- The Following (2012 - 2015) –  meerdere afleveringen
- Blindspot (2015) –  meerdere afleveringen

## Als regisseur of uitvoerend producent
- Pretty Persuasion (2005)
- The Vampire Diaries (2009)
- The Following (2012)
- Blindspot (2015)

- Biblioteca Nacional de España: XX5406585
- Bibliothèque nationale de France: cb15051951h (data)
- Gemeinsame Normdatei: 140102558
- International Standard Name Identifier: 0000 0000 7846 9838
- Library of Congress Control Number: no2008161396
- MusicBrainz: 17e94c46-a8d3-47d5-8dbf-0598f3cb7d2f
- Nationale Bibliotheek van Tsjechië: xx0206997
- Système universitaire de documentation: 135336082
- Virtual International Authority File: 103407032
- WorldCat: E39PBJtgYygxtkdjpPq8xMvJXd